# کورتنی داوالتر
کورتنی داوالتر (زاده ۱۳ فوریه ۱۹۸۵) یک دونده فرا ماراتن اهل ایالات متحده می‌باشد.

## اوایل زندگی
داوالتر در هاپکینز، مینه‌سوتا رشد پیدا کرد و در رشته‌های پیست، کراس کانتری و اسکی نوردیک در دبیرستان شرکت داده شد. وی در زمان‌های دبیرستانش ۴ سری قهرمان ایالت مینه سوتا در رشته اسکی نوردیک شد. داوالتر در دانشگاه دنور با حمایت مالی دانشجویی در رشته اسکی کراس کانتری تحصیل نمود، و بعدها در سال ۲۰۱۰ در حالی که در سپاه معلم‌های می‌سی‌سی‌پی شرکت می‌نمود، مدرک فوق لیسانسش را در تعلیم دادن در دانشگاه می سی سی دنبال نمود.
او پیش از دگرگون شدن به یک دونده حرفه ای کل زمان در سال ۲۰۱۷ به نام معلم دبیرستان و راهنمایی در ناحیه دنورکلرادو مشغول فعالیت در این زمینه بود.

## فرادو(بهانگلیسی:Ultrarunning)
داوالتر در سال ۲۰۱۶، در جاولینا جوندرد ۱۰۰ هزار رکوردی را به اسم خودش به ثبت رساند و برنده مسابقه ۱۰۰مایلی اجرا نمودن دویدن خرگوشی شد و ۷۵ دقیقه جلوتر از جایگاه دوم به نقطه پایان دست پیدا کرد. داوالتر همچنین برنده مسابقه اجرا نمودن دویدن خرگوشی در سال ۲۰۱۷ شد در حالی که هنگام دویدن ۱۲ مایل نهایی با نابینایی ناپایدار جنگ می‌کرد.
او پس از طی‌کردن ۲ روز، ۹ ساعت و ۵۹ دقیقه در مسابقه ۲۰۱۷موآب ۲۴۰ پیروز شد و در کل جایگاه اول را نصیب خودش کرد و با اختلاف بیش از ۱۰ ساعت از مقام دوم مغلوب گردید.
او از جانب سالومون پشتیبانی می‌شود. داوالتر به‌علت برتن‌کردن البسه‌های جادار تر و شلوارک‌های جادارتر همانند بسکتبال در انجام دویدن، که در میان ورزشکارهای برگزیده اولترا ماراتن عادی نیست، مشهور است.
داوالتر درسال ۲۰۲۰، جایزه جورج مالوری برای تقویت نمودن مرزهای نتیجه‌های فیزیکی انسان کسب کرد.